# Jerzy Antczak

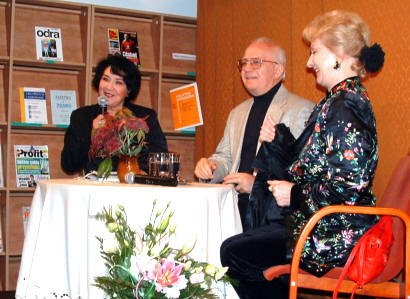
Jerzy Antczak (Mitte)

Jerzy Antczak (* 25. Dezember 1929 in Włodzimierz Wołyński) ist ein polnischer Filmregisseur.
Jerzy Antczak war von 1963 bis 1975 leitender Regisseur des polnischen Fernsehtheaters (Teatr Telewizji). Hier inszenierte er für das Fernsehen die Klassiker der Theaterliteratur. Seinen größten Kinoerfolg hatte er 1976 mit Nächte und Tage nach dem gleichnamigen Roman von Maria Dąbrowska. Der Film wurde ausgezeichnet auf der Berlinale 1976 und für einen Oscar 1977 nominiert. Die Hauptrolle spielte seine Ehefrau Jadwiga Barańska, die für diesen Film einen Silbernen Bären erhielt. Gemeinsam mit seiner Ehefrau verließ Antczak 1980 die Volksrepublik Polen und arbeitete als Professor für Film und Fernsehen an der UCLA. In den 1990er Jahren kehrte die beiden wieder zurück nach Polen. In Polen verfilmte er 1995 Die Kameliendame. 2002 verfilmte er in Chopin – Sehnsucht nach Liebe die Liebesgeschichte zwischen Frédéric Chopin und George Sand mit Piotr Adamczyk und Danuta Stenka in den Hauptrollen.

## Filmografie (Auswahl)
- 1975: Nächte und Tage (Noce i dnie)
- 1968: Gräfin Cosel (Hrabina Cosel)
- 1966: Das Spiel seines Lebens (Mistrz)
- 1965: Der Schuß (Wystrzał)
- 2002: Chopin – Sehnsucht nach Liebe (Chopin. Pragnienie miłości)